# Юсуф Сіре Лі
Юсуф Сіре Лі (д/н — 1835) — альмамі імамату Фута-Торо в 1808—1810, 1813—1814, 1816, 1817, 1817—1819, 1821—1822, 1823—1825, 1826, 1827, 1829—1831, 1833, 1833—1834 і 1835 роках.

## Життєпис
Походив з місцевого знатного роду Лі з Джааби провінції Ндіамбе. Брав участь у походах альмамі Абдул-Кадір Кане. Можливо 1806 року був учасником змови проти нього. 1808 року повалив альмамі Хамад Ламін Баала. Завершив укладанням миру війну з державами Бунду і Каарта, які здобули незалежність. 1810 року намагався налагодити торгівельні контакти з британцями, що захопили французьку колонію Сен-Луї. Проте того ж року повалений Букар Ламін Баалом.
1813 року зумів повернути владу, поваливши альмамі Алі Ібраа Ваана. Боротьба з останнім втім тривала протягом року. До неї долучилися загони з держави Волоф. 1814 року повалений Алі Ібраа Вааном, але продовжив боротьбу. 1816 року повалив останнього. Припинив допомогу Бунду у війні проти Каарти. Проте позбавлений 1816 року влади родичем Сіре Амаду Лі. У березні 1817 року повернувся до влади. Невдовзі уклав союз з Бунду проти Каарти. Але у квітні того ж року повалений Біран Ібраа Вааном. Продовжив боротьбу з останнім та іншими суперниками, до кінця року повернувся на трон.
Веде війну проти Каарти. Водночас домігся миру Бунду з сусідами задля спрямування військ цієї держави проти Каарти. Водночас небезпеку почав становити союз Франції з державою Ваало, укладений 1819 року. Наприкінці 1819 року повалений Біран Ібраа Вааном. Повалив останнього 1821 року. Спільно з військами Бунду атакував державу Галам у верхів'ях річки Сенегал, що відмовилася підпорядковуватися альмамі.
1822 року повалений Букаром Модібо Кан. Проте вже в лютому 1823 року Юсуф Сіре Лі повернув трон, змусивши Букара тікати до Гадіаги. У червні 1824 року спільно з Тункою, володарем Галами, атакував державу Гвідімаку. У серпні 1824 року уклав мирний договір з Ваало, що завершило війну, розпочату його попередниками.
1825 року повалений невдоволеною знаттю та торобе (духівництвом). 1826 і 1827 роках на декілька місяців повертався до влади. Втім більш міцно зміг закріпитися 1829 року, поваливши Мамаду Ваана, перемігши спочатку у вересні 1828 року у битві біля Мбимби альмамі Мамаду Ваана і Мамаду Амара Ба. У грудні того ж року здобув нову перемогу. Напочатку 1829 року знову став альмамі. Водночас нічого не зміг протидіяти сепаратизму області Торо, де тамтешній правитель прийняв титул лам-торо й встановив самостійні контакти із французькою адміністрацією в Сен-Луї.
1831 року повалений Біран Ібраа Вааном. У 1833 року на нетривалий час повернувся до влади, але позбавлений трону Біран Ібраа Вааном. До кінця року знову повалив останнього, але Бірам Ібраа Ваан продовжив війну. Ситуація погіршувалася через конфлікт з державою Каарта, що тривав з 1831 року. 1834 року Юсуф Сіре Лі втратив владу, але вже 1835 року вкотре переміг бірама Ібраа Ваана. Втім той 1835 року здолав Юсуфа Сіре Лі, що загинув.